# Ларс Густав Селлстедт
Ларс Густав Селлстедт — шведсько-американський художник, академік. Селлстедт писав морські пейзажі, портрети, жанровий живопис.